# Johnny Mattsson
John (Johnny) Filip Mattsson, född 18 juli 1906 i Gävle, död 9 februari 1970 på samma plats, var en svensk skulptör och konsthantverkare. 
Johnny Mattsson kallade sig trätäljare och snidade i träslag som furu, teak och mahogny. Många av hans verk är tillverkade av rivningsvirke från gamla hus som revs under 1950- och 1960-talen i Gävle, ofta furu från 1600- och 1700-talen. Hans verk upptar flera varianter av den så kallade ölgåsen, men även figurativa och abstrakta skulpturer i trä.
På 1950-talet skapade han 'Varbergsbocken' (även 'Varbergs Getabock'), hämtad ur stadsvapnet. Det är en motsvarighet till dalahästen och likt denna rödmålad.

## Start av konstnärskapet

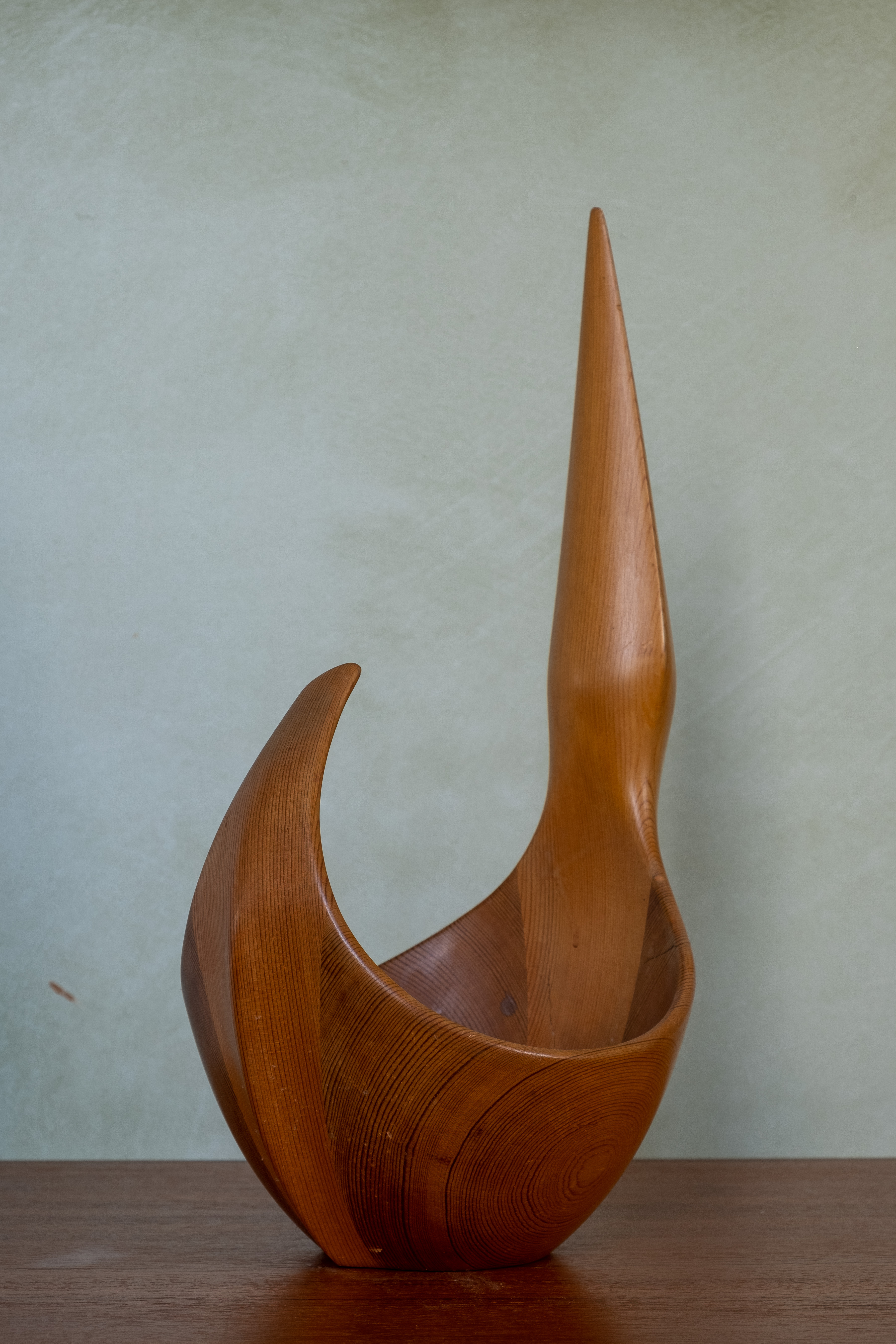
En ölgås av Johnny Mattsson.

Johnny Mattssons far Per Johan Mattsson snickrade på fritiden - saker som bokhyllor, bord och trädgårdsmöbler. Han tillverkade även skidor och fick tillnamnet "Skid-Mattsson".
Redan som barn hjälpte han fadern i dennes arbete, och 13 år gammal blev han timmerskiljare vid Kastet i Gävle. Polio hade gjort Mattsson halt och genom handikappstöd fick han möjlighet att genomgå Steneby slöjdskola med inriktning mot svarvning och intarsia och kom därefter att inrikta sig mot att arbeta med träslöjd. Till en början arbetade han i Döderhultarns stil, men hade inga större framgångar.
Hösten 1941 startade han Gävleslöjd på Södra Kungsgatan 21, där man tillverkade ljusstakar, bordslampor, assietter etc., enkla vardagsvaror i trä, allt för hand.
Huset på Södra Kungsgatan revs 1945 och Johnny Mattsson flyttade verksamheten till Timmermansgränd 3 i kvarteret Hantverkaren. Ungefär vid denna tid började han skapa skulpturer. Hans fågelintresse kunde spåras i de första verken, de sägs ha påmint om pingviner. Hans intresse för hav, båtar och fiske avspeglades i segelbåtar gjorda i tunt trä.
På Gävle museum såg han 1947 en ölgås tillverkad i Hälsingland på 1870-talet och inspirerades av denna. Hans första var ganska lik museets, om än smäckrare och tunnare, med väl avvägda proportioner och hög finish. Under årens lopp kom hans ölgåsar att få alltmer extrema former.
I slutet av 1940-talet började Johnny Mattssons alster få växande uppmärksamhet. Han fick många beställningar från landets hemslöjdsföreningar, men även i Stockholm observerades hans verk och signaturen Rips skrev i Svenska Dagbladet i slutet av 1951:
"En mera suverän och omedelbar känsla för materialet får man leta efter. I päronträ, i teak och mahogny, masur och gammal fura som han tagit till vara från rivna byggnader skapar han visioner i trä av sådan känslighet i linjerna att man står gripen. Att röra vid hans skålar och fat är en njutning, ty de nästan flyter in i den hand som fattar dem."

## Genombrottet
Hösten 1951 besöktes Johnny Mattsson av Philibert Humbla, länsintendent vid Gävleborgs länsmuseum. Denne imponerades av det han såg och jämförde Johnny Mattsson med storheter som Henry Moore, Jean Arp och Constantin Brancusi. I verkligheten hade Mattsson utvecklat ett eget formspråk där materialet till stor del bestämde formen. Han ansåg sig opåverkad av tiden och menade att han sannolikt uttryckt sig på samma sätt när han än levat.
Efter Humblas besök ställde Johnny Mattsson ut på Gävle museum i maj 1952. Recensionerna i rikspressen var mycket positiva och utställningen gjorde ett starkt intryck hos konst- och designetablissemangen – den kom att räknas som Johnny Mattssons genombrott.
Utställningen i Gävle följdes upp senare under 1952 med en utställning på Nordiska kompaniet i Stockholm.

## Utställningar i urval

### Separata utställningar
Gävle museum 1952, 1954, 1962 och 1969. Nordiska Kompaniet i Stockholm 1952. Norrköpings museum 1953 och 1956. Röhsska konstslöjdmuseet i Göteborg 1954. Falun 1954 och 1962. Hudiksvall 1954. Västerås 1955. Konsthantverkarna i Stockholm 1951, 1954, 1956, 1960, 1962, 1964 och 1967. Sveg 1956. Zornmuseet i Mora 1957. Artium i Göteborg 1957. Varberg 1957. Borgholm 1957. Halmstad 1957, 1962 och 1966. Visby 1958. Sundsvall 1958. Kiruna 1958. Vindeln 1959. Laxå 1960. Umeå 1961. Avesta 1963. Norrköping 1953 och 1966.

### Samlingsutställningar
Åtta gävleborgare 1952. Gävleborgsgruppen 1956. Trätäljarturnén med konstfrämjandet 1960. Tidlös träslöjd i Nordiska museet 1962. Skandinavisk formkavalkad i regi av Slöjdföreningen och Svenska institutet 1955 och 1962. Nutida konsthantverk från Gävleborgs län i Gävle museum 1963. Konsthantverk i Sandviken 1965. Gästrike Gille i Göteborg 1967.

### Utställningar utanför Sverige
Design in Scandinavia i USA och Venezuela 1963 och 1954. Sidney 1954. Triennalen i Milano 1954. Florens 1954. New York 1955. Trondheim och Bergen 1955. Danmark 1956. Tokyo 1957. Modern design and graphics: a selection of objects and prints from post-war Europe in the British Museum collection, British Museum 12 november 2016 - 22 januari 2017. Nordic Craft and Design, Manchester Art Gallery, 6 juli 2018 – 10 november 2019.

### Retrospektiv utställning
Inför hundraårsminnet av Johnny Mattssons födelse anordnades en retrospektiv utställning på Länsmuseet Gävleborg, Gävle. Utställningen pågick 18 februari–16 april 2006. I verksförteckningen fanns 100 nummer men flera av dem innehöll mer än ett verk. Lördag den 18 februari invigdes utställningen av intendent Ann Nilsén och konservator Per Mattsson (som är Johnny Mattssons son).

## Urval av offentliga arbeten
- Dopfunt i Forsbacka Kyrka.
- Skulpturen "Två Människor", betong, Gävle Stad.
- Skulpturen "Rörelse" Gävle Stadsbibliotek, Gästrike Hälsinge-rummet.
- Skulpturen "Tre ålar", brons, 3 m hög framför Alfta Sporthall.
- Minnessten vid Gamla Bergshögskolan, Klacka-Lerbergs gruvfält, Örebro län.
- Minnessten Stribergs gruva i Västmanland.
- Skulpturen "Treenigheten" Gamla kyrkogården, Gävle.
- Skulpturen "Ankaret och seglet" Bergbys ålderdomshem, Hamrånge.
- Skulpturen "Stålblomman", rostfritt stål, Edsbyn.
- Väggutsmyckning Södersjukhuset Gävle.
- Kandelabrar för Tomaskyrkan, Gävle.

## Representation
Johnny Mattsson är representerad på flera betydande svenska museer. Hans verk finns dessutom i ett flertal utländska museer och konstsamlingar. Här är representationen i ett urval.
Nationalmuseet (Skål i teak, 1967 15,5X38,2 cm, NMK 109/1974 samt ölgås i furu, 1956, 85X20 cm, NMK 248/1956), Moderna museet (Skulpturen "Huvud", 1958, Höjd med sockel 74,5 cm, inventarienr NMSK 1737), Gävle museum (Skulpturen "Cobra" ingår i den fasta utställningen av konstverk på länsmuseet i Rettigs konstsalar), Röhska museet i Göteborg (Skulptur i furu, höjd 19,3 cm, 24-54 arkivnr B6991 samt Snibbskål, höjd 17,1 cm, diam 29,4 cm, 23-54 arkivnr B6826), British Museum, London ("Bowl" snibbskål objekt 2014,8024.250, "Dish" skål objekt 2014,8024.251, "Figurine/Sculpture" skulptur objekt 2014,8024.252), Zornmuseet i Mora samt Sundsvalls museum, Dalarnas museum, Örebro läns museum och Hälsinglands museum.

## Utmärkelser
Silvermedalj Gävleutställningen 1946. Förstapris och hedersomnänmande Svenska hemslöjdsföreningens riksförbund 1953. Diplom vid Milanotriennalen 1954. Diplom i Florens 1954. Olof Högberg-plaketten 1957. Förstapris Gästriklands Turistförenings souvenirtävling 1958. Gefle Dagblads kulturpris 1963. Gävle stads kulturpris 1965. Flaggman i Gävle 1966.